# Hendrik de Laat
Hendricus Antonius Josephus Maria (Hendrik) de Laat ('s-Hertogenbosch, 2 januari 1900 - aldaar, 22 april 1980) was een Nederlands kunstschilder en graficus die woonde en werkte in Noord-Brabant.

## Leven en werk
De Laat werd in 1900 te 's-Hertogenbosch geboren als zoon van de huis- en decoratieschilder Gerardus Johannes Maria de Laat en Maria Elisabeth Pierson. De Laat volgde op 11-jarige leeftijd de avondcursus van Frans Kops aan de Koninklijke School (later KTA) te 's-Hertogenbosch. Hij volgde van 1915-1917 aan deze school parttime opleidingen tekenen en schilderen bij Barend Bouwmeester, Frans Kops, Piet Slager jr. en André Verhorst. Op 16-jarige leeftijd haalde hij er twee eerste prijzen, een voor tekenen en een voor schilderen. In 1917 stierf zijn vader op 51-jarige leeftijd waardoor hij kostwinner werd voor zijn moeder en zus en er van verdere studie voorlopig niets terechtkwam. Toch werd al op 24 september 1921 zijn eerste tentoonstelling geopend.
In 1922 volgde hij privé-lessen in tekenen en schilderen bij Frans Slager, de jongere broer van de eerder genoemde Piet Slager. En in datzelfde jaar volgde hij cursussen bij ir. Jules Dony, die hem een uitgesproken voorkeur bijbracht voor allerlei architecturale aspecten.
Vanaf 1924 begon hij als etser na een toevallige ontmoeting met de kunstenaar Constant Nefkens die hem voor 10 gulden een kleine etspers te koop aanbood. 
Toch bleef hij ook tekenen, aquarelleren en schilderen. Hij werkte veel in zijn geboortestad maar ook in de provincie Noord-Brabant en verder in het land. En enkele malen ook daarbuiten. Hij legde veel stads- en dorpsgezichten vast die later vaak zouden verdwijnen of ingrijpend zouden veranderen. Zijn werkstijl had de kenmerken van de schilders van de Haagse School die hij zeer bewonderde. Grote affiniteit had hij met Johannes Bosboom, Paul Gabriel en Anton Mauve. Vanaf 1935 krijgt het vastleggen van voornamelijk protestantse kerkinterieurs zijn  aandacht.
Op 13 augustus 1931 trouwde Hendrik de Laat met Marie Kloppenburg (1902-1984) Uit dit huwelijk werden zeven kinderen geboren. In 1935 vestigde hij zich met een winkel aan de Vughterdijk nr. 18.
Van 1935-1940 was hij kunstrecensent aan (de voorloper van) het Brabants Dagblad. Uit deze periode stamt ook zijn artistieke samenwerking met de (Limburgse) schilder Jhr. Rob Graafland, docent te Amsterdam en destijds wonende te Vught. Ter gelegenheid van zijn 70e verjaardag kreeg hij een ere-tentoonstelling in het pand "De Moriaan" te 's-Hertogenbosch en werd hem de zilveren Jeroen Boschpenning uitgereikt.
Kort na zijn 80e verjaardag overleed hij vrij onverwacht op 22 april 1980. De uitvaart vond plaats vanuit de St-Jan die hij meerdere malen had vereeuwigd. Begin december 1983 heeft de familie de schetsen en voorstudies die werden aangetroffen in zijn atelier (in totaal ca. 1700 stuks) in langdurige bruikleen afgestaan aan het Stadsarchief van 's-Hertogenbosch.

## Uitgaven
- Hendrik de Laat 80 jaar (Jan Schellekens, Annemie Mac Gillavry, Henk de Laat), Kunsthandel Hendrik de Laat. 's-Hertogenbosch 1979
- Hendrik de Laat, graficus uit Brabant (F.J.M. van de Ven), Moneta. Rotterdam 1987
- Met de tekenstift geboren. Hendrik de Laat, een Bossche kunstenaar 1900-1980 (Theo Hoogbergen), Het Bossche Prentenmuseum. 's-Hertogenbosch 2004

- Biografisch Portaal: 82586325
- Gemeinsame Normdatei: 118998684
- International Standard Name Identifier: 0000 0000 2765 868X
- Library of Congress Control Number: n88166606
- Nederlandse Thesaurus van Auteursnamen: 072773359
- RKD-Nederlands Instituut voor Kunstgeschiedenis: 47191
- Virtual International Authority File: 72194752
- WorldCat: E39PBJmXDVWFWTxjwjHbG6DH4q